# Треченто
Треченто (італ. trecento) — італійська назва XIV століття, періоду інтенсивного розвитку гуманізму в італійській культурі. Треченто вважається проторенесансом, тобто періодом, що передував Відродженню.